# Marcin Głowacki (łyżwiarz figurowy)
Marcin Marek Głowacki (ur. 18 lutego 1973 w Łodzi) – polski łyżwiarz figurowy, startujący w parach tanecznych z Agnieszką Domańską. Uczestnik igrzysk olimpijskich (1994), uczestnik mistrzostw Europy i świata, trzykrotny mistrz Polski (1992–1994). Następnie trener łyżwiarstwa w Gillingham.

## Życiorys
W trakcie kariery sportowej reprezentował łódzkie kluby: Społem i ŁTŁF. Był wychowankiem Marii Olszewskiej-Lelonkiewicz. Uczestnik mistrzostw świata juniorów w latach 1989 (13. miejsce w parze z Kingą Zielińską), 1990 – 9. miejsce (partnerką była Kinga Zielińska), 1991 – 12. miejsce (partnerką była Agnieszka Domańska). W kategorii seniorów występował z Agnieszką Domańską w konkurencji tańców na lodzie. Para ta w latach 1992–1994 zdobyła mistrzostwo Polski, a w roku 1995 wicemistrzostwo. Uczestnik mistrzostw świata w Oakland w roku 1992 (20. miejsce) oraz w Pradze w 1993 roku – 21. miejsce. Uczestnik mistrzostw Europy w Lozannie (1992) – 19. miejsce, Helsinkach (1993) – 14. miejsce, Kopenhadze (1994) – 15. miejsce.
Po zakończeniu kariery sportowej wyjechał do Wielkiej Brytanii, gdzie został trenerem łyżwiarstwa w Gillingham. Żonaty z Angielką Michelle, z którą ma córkę Jade (ur. 1997).

## Osiągnięcia
Z Agnieszką Domańską
| Zawody                                | 90–91          | 91–92          | 92–93          | 93–94          | 94–95          |                |                |                |                |                |                |                |                |                |                |                |                |
| Międzynarodowe                        | Międzynarodowe | Międzynarodowe | Międzynarodowe | Międzynarodowe | Międzynarodowe | Międzynarodowe | Międzynarodowe | Międzynarodowe | Międzynarodowe | Międzynarodowe | Międzynarodowe | Międzynarodowe | Międzynarodowe | Międzynarodowe | Międzynarodowe | Międzynarodowe | Międzynarodowe |
| ------------------------------------- | -------------- | -------------- | -------------- | -------------- | -------------- | -------------- | -------------- | -------------- | -------------- | -------------- | -------------- | -------------- | -------------- | -------------- | -------------- | -------------- | -------------- |
| Igrzyska olimpijskie                  |                |                |                | 17             |                |                |                |                |                |                |                |                |                |                |                |                |                |
| Mistrzostwa świata                    |                | 20             | 21             |                |                |                |                |                |                |                |                |                |                |                |                |                |                |
| Mistrzostwa Europy                    |                | 19             | 14             | 15             |                |                |                |                |                |                |                |                |                |                |                |                |                |
| Trophée de France                     |                |                |                | 6              | 6              |                |                |                |                |                |                |                |                |                |                |                |                |
| Memoriał Karla Schäfera               |                |                |                | 1              |                |                |                |                |                |                |                |                |                |                |                |                |                |
| Skate Canada International            |                | 10             |                |                |                |                |                |                |                |                |                |                |                |                |                |                |                |
| Międzynarodowe: Kategorie młodzieżowe |                |                |                |                |                |                |                |                |                |                |                |                |                |                |                |                |                |
| Mistrzostwa świata juniorów           | 12             |                |                |                |                |                |                |                |                |                |                |                |                |                |                |                |                |
| Krajowe                               |                |                |                |                |                |                |                |                |                |                |                |                |                |                |                |                |                |
| Mistrzostwa Polski                    |                | 1              | 1              | 1              |                |                |                |                |                |                |                |                |                |                |                |                |                |